# Ястреб-тетеревятник
Ястреб-тетеревятник (также -голубятник, -курятник, -утятник), или большой ястреб (лат. Astur gentilis) — вид хищных птиц рода ястребов семейства ястребиных, широко распространённый в Европе, Азии и Северной Америке.

## Этимологияназвания
Название ястреб в старославянском языке встречается в варианте «astreb». Украинское — ястріб, яструб, сербохорватское јастријеб — ястреб, дающее прилагательное јастребаст — «пестрый, крапчатый», чешское — jestrab, древне-чешский — jastrab, польское — jastrząb, верхнелужицкое — jatrob, и нижнелужицкое — jastreb; интересно латинское astur. Название, вероятно, сформировано на основе древне-славянского корня *str в значении «скорость» ostrъ (стриж, стрела, стремнина, стрежень). Окончание rebъ имеет значение «рябой, пестрый». Характерная черта охоты ястреба — молниеносный заключительный бросок на жертву, а поперечно-пестрый рисунок на груди общеизвестен и дает в языке прилагательное «ястребиный».

## Описание
Ястреб-тетеревятник — самый крупный вид рода ястребов. Самцы обычно весят 630—1100 г, их длина составляет в среднем 55 см, размах крыльев варьирует в пределах 98—104 см. Самки немного крупнее, весят 860—1600 г, в длину около 61 см, размах крыльев 105—115 см. Все ястребы, включая и ястреба-тетеревятника, имеют характерные белые полосы перьев над глазами, что создаёт впечатление белых бровей. У ястреба-тетеревятника они более широкие и длинные, чем у других представителей рода, и почти сходятся на затылке. Цвет глаз у взрослых особей красный или красно-коричневый, у молодых особей ярко-жёлтый.
Окраска как у самцов, так и у самок варьирует от синевато-серого до чёрного. Спина, голова и кроющие перья крыльев обычно более тёмные; нижняя часть светлая с отчётливой серой поперечной рябью. Хвост светло-серый, с тремя или четырьмя тёмными полосами. У молодых ястребов окраска заметно отличается от взрослых особей: их верхняя часть, голова и внешняя часть крыльев коричневые, грудка белая с вертикальными коричневыми полосками.

## Распространение
Живут в горных и лесных территориях Евразии и Северной Америки. Населяют хвойные и лиственные леса. Гнёзда предпочитают вить в лесу, состоящем из старых и высоких деревьев со средней освещённостью и небольшими опушками неподалёку для охоты.

## Образ жизни
Большинство популяций ведёт оседлый образ жизни и, как правило, придерживается одной территории в течение всей жизни. Единственной перелётной популяцией считается та, которая гнездится на севере и северо-западе Северной Америки — на зиму они мигрируют на юг.
Ястребы-тетеревятники строго придерживаются своей территории, и гнездящаяся пара перед и во время строительства гнезда отчётливо демонстрирует воздушные пируэты. Если кто-либо вторгается на их территорию, пара отчаянно будет её защищать. 
Индивидуальная территория у самцов, как правило, выше, чем у самок. Территории могут пересекаться у разных особей, за исключением района гнездования. Во время гнездовья индивидуальная территория в целом составляет от 570 до 3500 гектаров, в населенных людьми регионах 1 пара обитает в среднем на 100-150 км2 леса.
Как и другие ястребы, ястребы-тетеревятники общаются между собой посредством звуковых сигналов, издавая высокий звонкий клёкот. Особенно их общение заметно во время гнездовья, когда и самец, и самка издают одинаковые вибрирующие звуки, только у самки голос получается ниже и громче.

## Питание
Ястребы-тетеревятники — хищные птицы, охотятся в основном на птиц, реже на мелких млекопитающих, беспозвоночных, средних и крупных рептилий. В среднем 80 — 90% его добычи составляют птицы семейства врановых (вороны, галки, грачи, дрозды, сойки), в окрестностях населенных пунктов также сизые голуби. Жертва может составлять до половины веса хищника. Вопреки распространенному названию, взрослый тетерев это его предельная, по физическим возможностям, добыча и составляет лишь доли процента рациона. Охотится обычно из засады, скрываясь на дереве или в кустах, затем, выбрав момент, стремительно подлетает к добыче. Состав рациона разных популяций отличается друг от друга и зависит от окружающей территории, но в общем случае они охотятся на птиц среднего размера, реже белок, дикуш (Falcipennis spp), уток, фазанов и рябчиков (Bonasa spp), в редких случаях может добыть зайца.

## Размножение
Размножаются ястребы-тетеревятники один раз в год, в период между началом апреля и серединой июня, причём пик активности приходится на конец апреля—май. Пара начинает строить гнездо ещё за два месяца до откладки яиц. Обычно гнездо устраивается в перестойном лесу, на ветке возле ствола, недалеко от открытых пространств — дорог, болот, лугов и т. п. Гнездо имеет около метра в диаметре, строится из сухих веточек, обвитых зелёными побегами или пучками хвои и кусочками коры.
Обычно самка откладывает 2—4 яйца с интервалом в 2—3 дня каждое. Яйца размером 59×45 мм, шершавые на ощупь, голубовато-белые. Птенцы начинают появляться на свет через 28—38 дней. Насиживает в основном самка, но самец заменяет её во время охоты. После появления потомства самка продолжает оставаться в гнезде в течение ещё 25 дней, в этот период все заботы о добыче для самки и потомства ложатся на самца. Вылупившиеся птенцы остаются в гнезде 34—35 дней, после которых начинают перебираться на соседние ветки того же дерева. Летать они начинают в возрасте 35—46 дней, и тем не менее, продолжают кормиться от родителей до тех пор, пока им не исполнится 70 дней. Полное покидание родителей часто происходит внезапно, и 95 % всех молодых ястребов становятся полностью независимыми уже на 95 день своего рождения.
Период половой зрелости у молодых ястребов наступает через год.

## Взаимодействие с человеком
Специально обученных птиц используют для охоты на уток, фазанов, зайцев-толаев, в Западной Европе — на диких кроликов. В некоторых аэропортах их содержат для отпугивания стайных птиц (ворон, чаек), в Московском Кремле - для отпугивания голубей и ворон, которые портят архитектурные памятники своим помётом. Занесён в Красную книгу Москвы, Красную книгу Санкт-Петербурга, некоторые другие региональные Красные книги. Охота на тетеревятника, как и на всех других хищных птиц, в России запрещена.
В целом приносит пользу охотхозяйствам, поедая больных и слабых птиц, чем предотвращает эпизоотии.

## Классификация
Различают 7 подвидов:
- A.g. gentilis: Северная и Центральная Европа, к северу от Пиренеев, южные Альпы и Карпаты, на восток до средней части России.
- A. g. marginatus: к югу от номинативного подвида, от Испании и Марокко на западе до Кавказа и Эльбруса на востоке. Чуть темнее и меньше по размеру чем A.g. gentiles.
- A. g. arrigonii: Корсика и Сардиния; более тёмный и меньше чем A. g. marginatus
- A. g. buteoides: к северо-востоку от номинативного подвида, на север до Швеции, на восток до реки Лена в Сибири, на юг до границы таёжных лесов. По размеру крупнее номинативного подвида, окраска молодых особей более яркая.
- A. g. albidus: от северо-восточной Сибири до Камчатки; по размеру крупнее чем A. g. buteoides
- A. g. schvedowi: к югу от  A. g. buteoides  и  A. g. albidus  в лесостепной зоне и твердолиственных лесах Восточной Азии вплоть до Хоккайдо. Окраска и размер схожи с A. g. marginatus.
- A. g. fujiyamae: японский остров Хонсю, очень тёмный и вероятно самый маленький подвид.

## В культуре
Тетеревятник изображён на флаге Азорских островов.